# César 1980
Die 5. Verleihung der Césars fand am 2. Februar 1980 im Konzertsaal Salle Pleyel in Paris statt. Präsident der Verleihung war der Schauspieler Jean Marais. Ausgestrahlt wurde die Verleihung, die von Pierre Tchernia zusammen mit Thierry Le Luron und Kirk Douglas moderiert wurde, vom öffentlich-rechtlichen Fernsehsender Antenne 2, dem heutigen France 2.
Roman Polańskis Filmdrama Tess war in sechs Kategorien nominiert und konnte in drei, darunter die Kategorien Bester Film und Beste Regie, den César gewinnen. Romy Schneider war für Die Liebe einer Frau bereits zum vierten Mal als beste Hauptdarstellerin für den César nominiert. Nachdem sie den Preis 1976 und 1979 hatte gewinnen können, musste sie sich wie schon 1977 einer anderen Schauspielerin, in diesem Fall Miou-Miou, geschlagen geben. Bester Hauptdarsteller wurde Claude Brasseur für seine Darbietung in Der Polizeikrieg. Er ließ dabei Patrick Dewaere, Yves Montand und Jean Rochefort hinter sich. Mit jeweils fünf Nominierungen gingen Henri Verneuils Politthriller I wie Ikarus und Alain Corneaus Krimidrama Série noire am Ende leer aus. In der Kategorie Bester ausländischer Film setzte sich letztlich Woody Allens romantische Großstadtkomödie Manhattan gegen Francis Ford Coppolas Vietnamdrama Apocalypse Now, Volker Schlöndorffs Grass-Verfilmung Die Blechtrommel und Miloš Formans Musicaladaption Hair durch. Mit den drei Ehrenpreisen des Abends wurden Pierre Braunberger, Louis de Funès und Kirk Douglas ausgezeichnet.

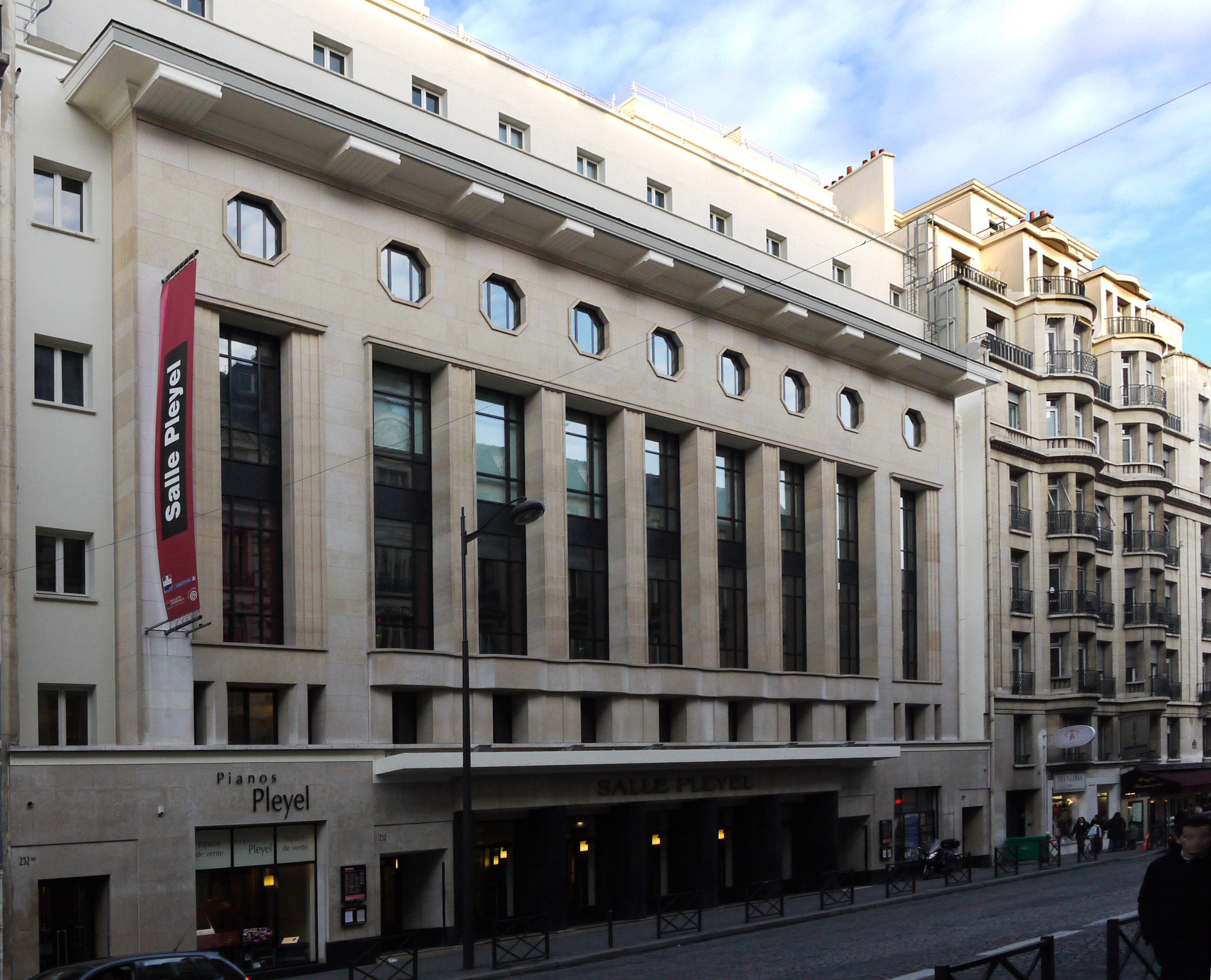
Der Konzertsaal Salle Pleyel, der Veranstaltungsort der Verleihung

## Gewinner und Nominierungen
| Statistik (Filme mit mehr als einer Nominierung) N=Nominierung; A=Auszeichnung |   |   |
| Film                                                                           | N | A |
| Tess                                                                           | 6 | 3 |
| I wie Ikarus                                                                   | 5 | 0 |
| Série noire                                                                    | 5 | 0 |
| Don Giovanni                                                                   | 4 | 2 |
| Den Mörder trifft man am Buffet                                                | 4 | 1 |
| Die Liebe einer Frau                                                           | 4 | 1 |
| Die Aussteigerin                                                               | 3 | 1 |
| Jetzt oder nie!                                                                | 3 | 0 |
| Edouard, der Herzensbrecher                                                    | 2 | 1 |
| Die Schwestern Brontë                                                          | 2 | 0 |
| Ein kleines Luder                                                              | 2 | 0 |
| Perceval le Gallois                                                            | 2 | 0 |

### Bester Film (Meilleur film)
Tess – Regie: Roman Polański
- Die Liebe einer Frau (Clair de femme) – Regie: Costa-Gavras
- Don Giovanni – Regie: Joseph Losey
- I wie Ikarus (I comme Icare) – Regie: Henri Verneuil

### Beste Regie (Meilleur réalisateur)
Roman Polański – Tess
- Costa-Gavras – Die Liebe einer Frau (Clair de femme)
- Jacques Doillon – Ein kleines Luder (La drôlesse)
- Joseph Losey – Don Giovanni

### Bester Hauptdarsteller (Meilleur acteur)
Claude Brasseur – Der Polizeikrieg (La guerre des polices)
- Patrick Dewaere – Série noire
- Yves Montand – I wie Ikarus (I comme Icare)
- Jean Rochefort – Jetzt oder nie! (Courage fuyons)

### Beste Hauptdarstellerin (Meilleure actrice)
Miou-Miou – Die Aussteigerin (La dérobade)
- Nastassja Kinski – Tess
- Dominique Laffin – Die Frau, die weint (La femme qui pleure)
- Romy Schneider – Die Liebe einer Frau (Clair de femme)

### Bester Nebendarsteller (Meilleur acteur dans un second rôle)
Jean Bouise – Damit ist die Sache für mich erledigt (Coup de tête)
- Michel Aumont – Jetzt oder nie! (Courage fuyons)
- Bernard Blier – Série noire
- Bernard Giraudeau – Waffe des Teufels (Le toubib)

### Beste Nebendarstellerin (Meilleure actrice dans un second rôle)
Nicole Garcia – Edouard, der Herzensbrecher (Le cavaleur)
- Myriam Boyer – Série noire
- Dominique Lavanant – Jetzt oder nie! (Courage fuyons)
- Maria Schneider – Die Aussteigerin (La dérobade)

### Bestes Drehbuch (Meilleur scénario original ou adaptation)
Bertrand Blier – Den Mörder trifft man am Buffet (Buffet froid)
- Alain Corneau und Georges Perec – Série noire
- Jacques Doillon – Ein kleines Luder (La drôlesse)
- Henri Verneuil und Didier Decoin – I wie Ikarus (I comme Icare)

### Beste Filmmusik (Meilleure musique écrite pour un film)
Georges Delerue – Liebe auf der Flucht (L’amour en fuite)
- Vladimir Cosma – Die Aussteigerin (La dérobade)
- Ennio Morricone – I wie Ikarus (I comme Icare)
- Philippe Sarde – Tess

### Bestes Szenenbild (Meilleurs décors)
Alexandre Trauner – Don Giovanni
- Pierre Guffroy – Tess
- Théo Meurisse – Den Mörder trifft man am Buffet (Buffet froid)
- Jacques Saulnier – I wie Ikarus (I comme Icare)

### Beste Kamera (Meilleure photographie)
Ghislain Cloquet – Tess
- Néstor Almendros – Perceval le Gallois
- Bruno Nuytten – Die Schwestern Brontë (Les sœurs Brontë)
- Jean Penzer – Den Mörder trifft man am Buffet (Buffet froid)

### Bester Ton (Meilleur son)
Pierre Gamet – Die Liebe einer Frau (Clair de femme)
- Alain Lachassagne – Martin und Lea (Martin et Léa)
- Pierre Lenoir – Rückkehr zur Geliebten (Retour à la bien-aimée)
- Jean-Pierre Ruh – Perceval le Gallois

### Bester Schnitt (Meilleur montage)
Reginald Beck – Don Giovanni
- Thierry Derocles – Série noire
- Henri Lanoë – Edouard, der Herzensbrecher (Le cavaleur)
- Claudine Merlin – Den Mörder trifft man am Buffet (Buffet froid)
- Claudine Merlin – Die Schwestern Brontë (Les sœurs Brontë)

### Bester Kurzfilm (Meilleur court métrage de fiction)
Colloque de chiens – Regie: Raúl Ruiz
- Sibylle – Regie: Robert Cappa
- Nuit féline – Regie: Gérard Marx

### Bester animierter Kurzfilm (Meilleur court métrage d’animation)
Demain la petite fille sera en retard à l’école – Regie: Michel Boschet
- Barbe bleue – Regie: Olivier Gillon
- Les troubles fêtes – Regie: Bernard Palacios

### Bester dokumentarischer Kurzfilm (Meilleur court métrage documentaire)
Petit Pierre – Regie: Emmanuel Clot
- Panoplie – Regie: Philippe Gaucherand
- Le sculpteur parfait – Regie: Rafi Toumayan
- Georges Demeny – Regie: Joël Farges

### Bester ausländischer Film (Meilleur film étranger)
Manhattan, USA – Regie: Woody Allen
- Apocalypse Now, USA – Regie: Francis Ford Coppola
- Die Blechtrommel, Deutschland/Frankreich/Polen/Jugoslawien – Regie: Volker Schlöndorff
- Hair, USA/Deutschland – Regie: Miloš Forman

## Ehrenpreis (César d’honneur)
- Pierre Braunberger, französischer Filmproduzent, Regisseur und Schauspieler
- Louis de Funès, französischer Schauspieler und Komiker
- Kirk Douglas, US-amerikanischer Schauspieler, Regisseur und Filmproduzent